# الظل الطويل للثروة الحيوانية
الظل الطويل للثروة الحيوانية: قضايا بيئية وخيارات هو تقرير للأمم المتحدة، صدر عن منظمة الأغذية والزراعة (FAO) التابعة للأمم المتحدة في 29 نوفمبر 2006م، ويهدف إلى التقييم للتأثير الكامل لقطاع الثروة الحيوانية على المشاكل البيئة. بجانب الأساليب التقنية والسياسية المحتملة لتخفيفها ". وذكر أن الثروة الحيوانية مسؤولة عن 18٪ من انبعاثات الغازات الدفيئة البشرية المنشأ، وهو رقم غيرته منظمة الأغذية والزراعة إلى 14.5٪ في دراستها لعام 2013م التي تتناول تغير المناخ من خلال الثروة الحيوانية.

## تقرير
الظل الطويل للثروة الحيوانية هو تقييم للبحوث، مع الأخذ في الاعتبار الآثار المباشرة للإنتاج الحيواني، إلى جانب تأثيرات زراعة المحاصيل العلفية. ويشير التقرير إلى أن قطاع الثروة الحيوانية هو أحد أهم اثنين أو ثلاثة من المشاركيين في المشكلات البيئية الخطيرة. تشير نتائج هذا التقرير إلى أنه يجب أن يكون محور تركيز رئيسي للسياسة عند التعامل مع مشاكل تدهور الأراضي و تغير المناخ و تلوث الهواء و نقص المياه و تلوث المياه و فقدان التنوع البيولوجي.
صرح كبير المؤلفين هينينج شتاينفيلد أن الثروة الحيوانية «أحد أهم العوامل في المشاكل البيئية الأكثر خطورة اليوم» وأنه «يجب اتخاذ إجراءات عاجلة لتصحيح الوضع».
باتباع نهج تحليل دورة الحياة، يقيّم التقرير «أن الثروة الحيوانية مسؤولة عن 18٪ من انبعاثات غازات الاحتباس الحراري.»  تنشأ انبعاثات غازات الاحتباس الحراري من إنتاج الأعلاف (مثل إنتاج الأسمدة الكيماوية، و إزالة الغابات من أجل المراعي و محاصيل العلف، وزراعة محاصيل العلف، ونقل العلف و تآكل التربة), والإنتاج الحيواني (مثل التخمر المعوي وانبعاثات غاز الميثان و أكسيد النيتروس من السماد الطبيعي) ونتيجة نقل المنتجات الحيوانية. باتباع هذا النهج، يقدر التقرير أن الثروة الحيوانية «مسؤولة عن 18٪» من إجمالي انبعاثات ثاني أكسيد الكربون البشرية المنشأ،  ولكن 37٪ من غاز الميثان و 65٪ من انبعاثات أكسيد النيتروس. المصادر الرئيسية للانبعاثات كانت على النحو التالي:
- استخدام الأراضي والتغير في استخدامات الأراضي: 2.5 جيجا طن من مكافئ ثاني أكسيد الكربون؛ بما في ذلك الغابات والنباتات الطبيعية الأخرى التي تم استبدالها بالمراعي ومحاصيل العلف في المناطق الاستوائية الجديدة (CO2) وانبعاثات الكربون من التربة مثل المراعي والأراضي الصالحة للزراعة المخصصة لإنتاج العلف (ثاني أكسيد الكربون)
- إنتاج الأعلاف (باستثناء الكربون المنطلق من التربة): 0.4 جيجا طن من مكافئ ثاني أكسيد الكربون، بما في ذلك الوقود الأحفوري المستخدم في تصنيع الأسمدة الكيماوية لمحاصيل الأعلاف (CO2) واستخدام الأسمدة الكيماوية في محاصيل الأعلاف ومحاصيل العلف البقولية (N2O,NH3)
- الإنتاج الحيواني: 1.9 جيجا طن من مكافئ ثاني أكسيد الكربون، بما في ذلك التخمر المعوي من المجترات (CH4) واستخدام الوقود الأحفوري في المزرعة (CO2)
- إدارة السماد الطبيعي: 2.2 جيجا طن من مكافئ ثاني أكسيد الكربون، بشكل أساسي من خلال تخزين السماد الطبيعي والتطبيق والترسيب (CH4, N2O, NH3)
- المعالجة والنقل الدولي: 0.03 جيجا طن من مكافئ ثاني أكسيد الكربون

## الجدل
زعم مقال نُشر عام 2009م في مجلة Worldwatch Institute للمؤلفين روبرت جودلاند وجيف أنهانغ، اللذين كانا يعملان في البنك الدولي آنذاك، أن تقرير منظمة الأغذية والزراعة كان شديد التحفظ وأن قطاع الثروة الحيوانية مسؤول عن المزيد من انبعاثات غازات الدفيئة العالمية، على الأقل 51٪, مراعاة قدرة الحيوانات على التنفس والقدرة على التمثيل الضوئي للأرض المستخدمة لتغذية الماشية وإيوائها.  تم نشر رد عام 2011م على هذا من قبل منظمة الأغذية والزراعة وتحالف دولي من العلماء، مما أدى إلى تشويه سمعة مقال المجلة ودعم تقييم عام 2006م.  ولكن تم الرد على هذا الرد بالكامل في مجلة Animal Feed Science and Technology (AFST), حيث كرروا تقديرهم بينما رفض علماء منظمة الأغذية والزراعة مواصلة النقاش على الرغم من دعوة محرر AFST. في عام 2013م، اشتركت منظمة الأغذية والزراعة علناً مع الأمانة الدولية للحوم والاتحاد الدولي لمنتجات الألبان  وقام العديد من مؤلفي التقرير الأول بنشر دراسة لاحقة (2013م) لمنظمة الفاو، لمراجعة تقديراتهم لانبعاثات غازات الدفيئة البشرية المنشأ بسبب انخفاض الثروة الحيوانية إلى 14.5٪  دون التطرق إلى أية من الأخطاء المزعومة المشار إليها في تقرير روبرت جودلاند وجيف أنهانغ أو في المناقشة التي أعقبت مراجعة الأقران.
النتائج كان فيها خطأ في المنهجية حيث قام المؤلفون فقط بتقييم انبعاثات عوادم السيارات، بينما تم استخدام تقييم شامل لدورة الحياة لإنتاج اللحوم لحساب تأثير غازات الدفيئة للماشية. وقد أدى هذا النقل إلى تضخيم مساهمة إنتاج اللحوم. أثار هذه المسألة الدكتور فرانك ميتلوهنر من جامعة كاليفورنيا, ديفيس. في مقابلة مع بي بي سي قبل بيير جربر، أحد مؤلفي التقرير انتقادات ميتلوهنر. «يجب أن أقول بصراحة أنه على حق - لقد أخذنا في الحسبان كل شيء لانبعاثات اللحوم، ولم نفعل نفس الشيء مع النقل، لقد استخدمنا فقط الرقم من IPCC...». ومع ذلك، كانت هذه المعلومات مصدر إلهام وراء حركات مثل «اثنين بلا لحوم» 
ميتلوهنر هو مؤلف دراسة في عام 2009م حول موضوع الثروة الحيوانية وتغير المناخ. تم توفير خمسة بالمائة من الأموال للدراسة المذكورة من قبل صناعة الثروة الحيوانية، وفقاً لبيان صحفي صادر عن جامعة ميتلوهنر.  تستشهد به منظمة الأغذية والزراعة كممثل للاتحاد الدولي لصناعة الأعلاف،  الذي تتمثل رؤيته في توفير صوت موحد وقيادة موحدة لتمثيل صناعة الأعلاف العالمية وتعزيزها كمشارك أساسي في السلسلة الغذائية التي توفر مستدامة وآمنة ومغذية. وغذاء ميسور التكلفة لعدد متزايد من سكان العالم".